# Orgiastic Pleasures Foul
Orgiastic pleasures foul est la deuxième démo du groupe Cradle of Filth, sortie en 1992.

## Titres
| 1. | Bleeding in heaven   | 00:52 |
| 2. | As my stomach churns | 05:26 |
| 3. | Funereal             | 03:41 |
| 4. | Darkly erotic        | 05:42 |

| 1. | Graveyard by moonlight | 05:40 |
| 2. | So violently sick      | 05:27 |
| 3. | Foul winds threaten    | 01:06 |

## Crédits
- Dani Filth - Vocaux
- Paul Ryan - Guitare
- Benjamin Ryan - clavier/orchestrations
- Jon Richard - Basse
- Darren White - Batterie